# Andrey Fonseca
Pour les articles homonymes, voir Fonseca.
Fonseca  Ureña est un nom espagnol. Le premier nom de famille, en général paternel, est Fonseca ; le second, en général maternel, souvent omis, est Ureña.
Andrey Fonseca Ureña (né le 8 avril 1993 à Buenos Aires, dans la province de Puntarenas) est un coureur cycliste costaricien, spécialiste du VTT.

## Biographie
En août 2016, il représente le Costa Rica pour la course cross-country des Jeux olympiques, à Rio de Janeiro. Il se classe 33e.

## Palmarès en VTT

### Championnats du monde
- Champéry 2011
  -  Médaillé de bronze du cross-country juniors

### Championnats panaméricains
- 2010
  -  Médaillé de bronze du cross-country juniors
- 2011
  -  Champion panaméricain de cross-country juniors

### Jeux d'Amérique centrale
- 2014
  -  Médaillé de bronze du cross-country

### Championnats nationaux
| - 2011 - Champion du Costa Rica de cross-country juniors - 2012 - Champion du Costa Rica de cross-country espoirs - 2013 - 2e du championnat du Costa Rica de cross-country - 2014 - Champion du Costa Rica de cross-country - 2015 - Champion du Costa Rica de cross-country eliminator - 2016 - Champion du Costa Rica de cross-country - Champion du Costa Rica de cross-country eliminator - 2017 - Champion du Costa Rica de cross-country | - 2018 - Champion du Costa Rica de cross-country eliminator - 2e du championnat du Costa Rica de cross-country - 2019 - 3e du championnat du Costa Rica de cross-country - 3e du championnat du Costa Rica de cross-country eliminator - 2020 - 3e du championnat du Costa Rica de cross-country - 2022 - 3e du championnat du Costa Rica de cross-country - 2025 - 3e du championnat du Costa Rica de cross-country |  |

## Palmarès sur route
- 2009
  - 3e du championnat du Costa Rica sur route cadets
- 2010
  - 2e du championnat du Costa Rica sur route juniors
- 2014
  - 2e étape de la Vuelta del Porvenir
- 2015
  - 3e de la Vuelta del Porvenir